# Поду-Кошней
Поду-Кошней (рум. Podu Coșnei) — село у повіті Сучава в Румунії. Входить до складу комуни Кошна.
Село розташоване на відстані 332 км на північ від Бухареста, 86 км на захід від Сучави, 136 км на північний схід від Клуж-Напоки.

## Населення
За даними перепису населення 2002 року у селі проживали 429 осіб, усі — румуни. Усі жителі села рідною мовою назвали румунську.